# Sitticus concolor
Sitticus concolor är en spindelart som först beskrevs av Banks 1895.  Sitticus concolor ingår i släktet Sitticus och familjen hoppspindlar. Inga underarter finns listade i Catalogue of Life.